# Hjon Pin
Hjon Pin (korejsky 현빈, anglický přepis: Hyun Bin; * 25. září 1982 Soul), rodným jménem Kim Tche-pchjong (korejsky 김태평, anglický přepis: Kim Tae-pyung) je jihokorejský herec a zpěvák.
Hjon Pin poprvé získal široké uznání za svou roli v romantickém komediálním televizním dramatu My Name is Kim Sam-soon z roku 2005. Od té doby se objevil v hlavních rolích v dalších úspěšných televizních pořadech včetně romantického fantasy dramatu Secret Garden (2010–2011), fantasy dramatu Vzpomínky na Alhambru (2018–2019) a v romantickém komediálním dramatu Láska padá z nebe (2019–2020). Popularita Hjon Pina dále narostla hraním v sérii filmových hitů jako jsou akční thriller Confidential Assignment (2017), kriminální thriller The Swindlers (2017) a The Negotiation (2018) a v neposlední řadě horor Rampant (2018).
Hjon Pin byl oceněn kritiky za roli v melodramatickém filmu Late Autumn, který byl uveden na 61. mezinárodním filmovém festivalu v Berlíně. Během své kariéry byl nominován na mnoho cen, včetně pěti nominací na cenách Baeksang Arts Awards. Získal různá herecká uznání, včetně Velké ceny (Daesang) za televizi na 47. Baeksang Arts Awards.

## Kariéra

### 2003–2007: Kariérní začátky a zařazení mezi hvězdy
První film Hjon Pina byl Shower v roce 2002. Nebyl však nikdy uveden kvůli nedostatku finančních prostředků. Hjon nakonec debutoval jako herec v televizním seriálu Bodyguard z roku 2003. Také hrál v sitcomu Nonstop 4 a v nepředvídatelném romantickém dramatu Ireland. Jeho filmový debut byl tentýž rok v mládežnickém sportovním filmu Spin Kick.
Hjon se dostal mezi hvězdy díky romantické komediální sérii My Lovely Sam Soon s Kim Sun-a., za kterou Hjon získal cenu za nejlepší výkon v MBC Drama Awards. My Lovely Sam Soon byl masivní hit s průměrnou sledovaností přes 37 % a zaznamenal sledovanost 50,5 % pro finále, což z něj učinilo jedno z nejsledovanějších korejských dramat všech dob. Obrovská popularita dramatu a jeho vyobrazení postavy udělali z Hjon Pina hvězdu v Jižní Koreji a hvězdu Hallyu (používaný výraz pro tzv. korejskou vlnu), protože jeho popularita expandovala za hranice Jižní Koreje do Japonska a dalších zemí v Asii.
Po úspěchu My Lovely Sam Soon si Hjon zahrál ve svém prvním filmu a to v A Millionaire's First Love (napsaný internetovým spisovatelem Guiyeonim ), kde hrál hlavní roli. Film byl hitem zvláště u mladého publika. Hjonův další televizní projekt The Snow Queen, přestože pokulhával, mu vynesl svou první nominaci na nejlepšího herce v soutěži Baeksang Arts Awards .

### 2008–2011: Nové výzvy a Secret Garden
Aby rozšířil své herecký portfolio, začal si Hjon vybírat více eklektických projektů. V roce 2008 působil ve filmu režiséra Yoon Jong-chan I Am Happy, hrál zde Man-su, muže, který trpí duševními chorobami. Film byl vybrán k promítání na 13. Mezinárodním filmovém festivalu v Pusanu v roce 2008, ale byl uveden v kinech až koncem roku 2009. Po The Snow Queen se Hjon vrátil do televize s Worlds inside, který byl dobře přijat. Byl oceněn za své jemné herecké nuance. V roce 2009 se Hjon proslavil svým vyobrazením sociopata v gangsterské sáze Friend, Our Legend, remaku filmu Chingu z roku 2001. Aby se na svou roli připravil, údajně sledoval původní film režiséra Kwak Kjung-teka 20 až 30krát.
V roce 2010 hrál Hjon v seriálu Secret Garden, romantickém fantasy dramatu, které napsal Kim Eun-sook . Drama zaznamenalo nejvyšší sledovanost 35% a získalo obrovskou popularitu jak na domácí, tak na mezinárodní úrovni díky módě, frázím a hudbě. Při práci na tomto díle Hjon poctivě cvičil výraz své partnerky, aby ji mohl zrcadlit, když si vymění svoje těla. Jeho postava, Kim Joo-won, vytvořil „syndrom Hjon Pin “, protože jeho jméno a tvář byly všude, od novin až po televizi a internet. Hjon byl oceněn na SBS Drama Awards 2010 a na 47. Baeksang Arts Awards za svůj hvězdný výkon. Na soundtracku k seriálu přispěl také písní „That Man“, která dosáhla první příčky na osmém korejském hudebním portálu.
V roce 2011 se Hjon objevil ve filmech Come Rain, Come Shine od minimalistického indie režiséra Lee Jun-kiho a Late Autumn od režiséra Kim Tae-yonga . Late Autumn, natočený v Seattlu, je anglickým jazykovým remakeem klasiky režiséra Lee Man-hee z roku 1966, ve které Hjon hrál muže na útěku, který se zamiluje do ženy, která je na propustce z vězení (Tang Wei). Stal se také dosud nejvýdělečnějším korejským filmem, který byl v Číně vydán, přičemž během dvou týdnů získal více než 9.5 milionů USD, což tehdy bylo pro korejské melodrama naprosto bezprecedentní. Na to konto vyšla pozitivní recenze v The Hollywood Reporter, kde se psalo, že Hjon zapůsobil tím, že nepodceňoval narcistickou stránku své postavy. Hjon se pak také prošel po červeném koberci na 61. mezinárodní filmovém festivalu v Berlíně, kde byly oba filmy vybrány k promítání. Sám tuto čestnou událost prohlásil za „nejšťastnější úspěch“.

### 2011–2012: Vojenská služba
Dne 7. března 2011 zahájil Hjon svou 21měsíční povinnou vojenskou službu jako voják u námořní pěchoty. Dobrovolně se nechal zařadit k námořnictvu, protože měl dobrý dojem právě z mariňáků.
Poté, co se připojil k námořní pěchotě a dokončil šest měsíců služby, se Hjon zúčastnil soutěže „Seoul Reclamation Anniversary Marine Marathon Competition“. Běžel 6,25 km dlouhou trať se čtyřmi stovkami mariňáků. Tato událost se konala na památku historicky významné události, kdy mariňáci získali zpět hlavní město Soul.
Byl propuštěn 6. prosince 2012 a byl prohlášen za příkladného vojáka.

### 2013–2016: Comeback

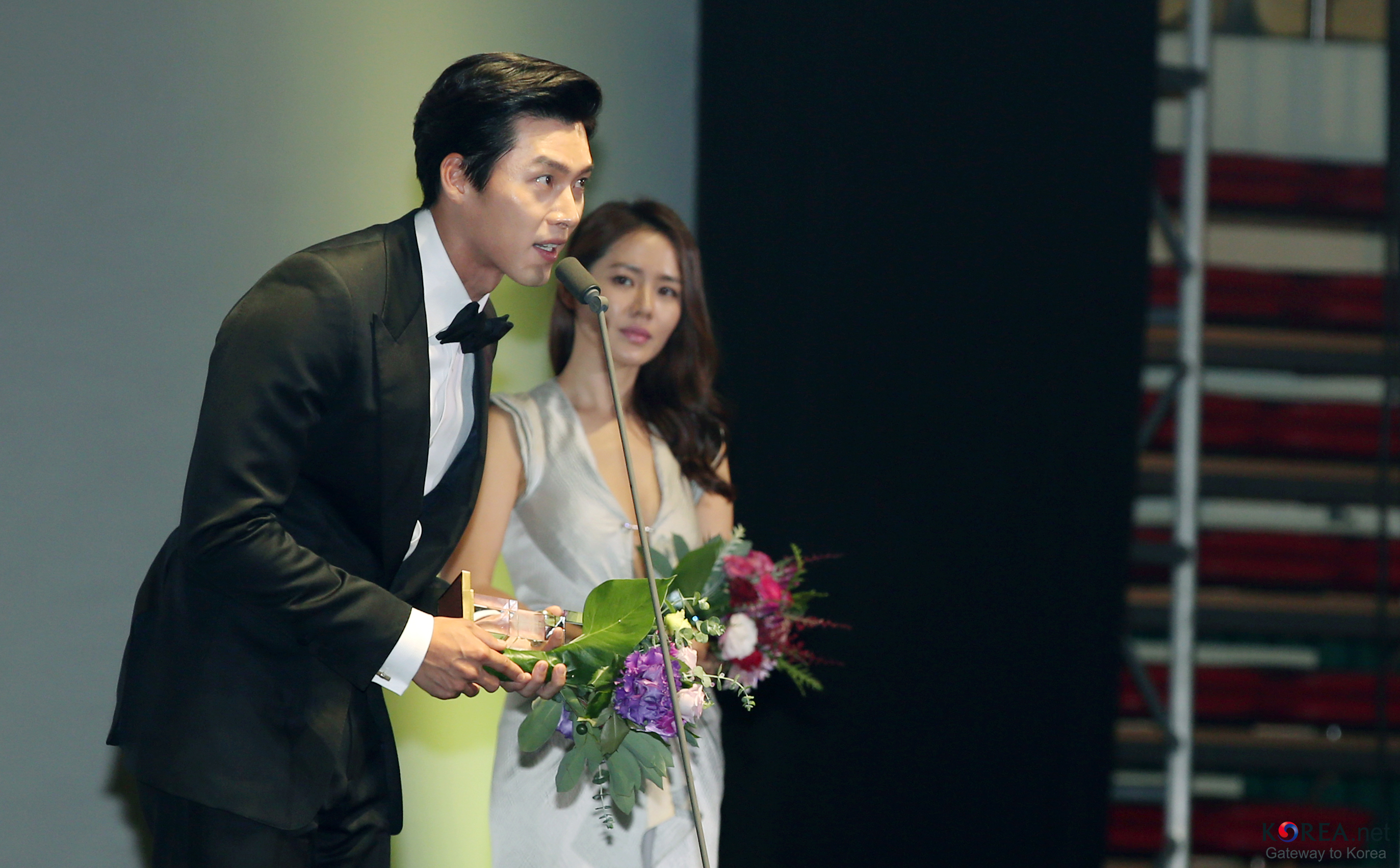
Hjon Pin získal cenu Producers 'Choice Award na mezinárodním festivalu fantastických filmů Bucheon v roce 2014

Hjon strávil většinu roku 2013 natáčením reklam a pořádal setkání fanoušků po celé Asii. Pro svůj herecký návrat po vojenské službě si vybral projekt The Fatal Encounter, svůj vůbec první film, ve kterém hrál hlavní roli krále Jeongjo, který během své vlády čelil tvrdým stranickým sporům a pokusům o atentát. Bylo vydáno v dubnu 2014 a prodalo se více než 3 miliony vstupenek. Hjonovi se však dostalo negativní recenze za ploché uchopení postavy a nedostatek emocí. Film obecně nemá pozitivní recenze.
V roce 2015 se Hjon po čtyřech letech vrátil na korejskou dramatickou scénu s romantickým komediálním seriálem Hyde, Jekyll, Me. V seriálu inspirovaném literární postavou hraje muže s rozštěpenou poruchou osobnosti, jehož obě osoby se zamilují do stejné ženy.
V lednu 2016 založil Hjon vlastní agenturu VAST Entertainment, která se o tři roky později stala dceřinou společností Kakao M.

### 2017 – dosud: Oživení kariéry
Hjon se vrátil na stříbrná plátna s akčním thrillerem s názvem Tajná mise v Soulu (2017), kde hraje roli severokorejského detektiva, který je tajně poslán do Jižní Koreje, aby zadržel zločince ze své země. K tomu se musí spojit s jihokorejským detektivem. Film byl úspěšný a Hjon obdržel pozitivní recenze za své akční scény a komediální představení. Poté hrál v akčním filmu The Swindlers, kde si zahrál podvodníka, který plánuje z osobních důvodů chytit jiného podvodníka, který ukradl nevinným lidem 4 biliony wonů. The Swindlers byl pro Hjona další kasovní trhák.
V roce 2018 hrál Hjon v kriminálním thrilleru The Negotiation, kde si poprvé zahrál zápornou postavu po boku známé herečky Son Je-čin; a také v zombie blockbusteru Rampant (který koprodukoval VAST Entertainment). Téhož roku se vrátil na televizní obrazovku s napínavým fantasy dramatem Vzpomínky na Alhambru po boku herečky Park Shin-hje . Seriál se stal jedním z nejlépe hodnocených korejských dramat v historii kabelové televize a Hjon byl oceněn za jeho zdánlivě lhostejné, ale vtipné vyzobrazení své postavy.
Jelikož si při natáčení The Negotiation s herečkou Son Je-čin opravdu sedli a chtěli si vyzkoušet vzájemnou chemii také v jiném projektu, kde budou mít více vzájemných interakcí, tak hned v roce 2019 se znovu setkali v romantickém komediálním dramatu Láska padá z nebe, kde si zahrál kapitána severokorejské armády Ri Čong-hjeoka. Drama bylo obrovským úspěchem a je třetím nejsledovanějším korejským dramatem v historii kabelové televize. Hjon byl oceněn za svou všestrannou škálu emocí a herecké schopnosti. Také si díky této roli odnesl ocenění za popularitu z 56. udílení cen Baeksang Arts Awards.
V roce 2020 si Hjon zahraje v thrilleru Bergaining.

## Dobročinná činnost
Dne 29. října 2013 Hjon obdržel prezidentskou cenu k 50. Dni úspor, který pořádá Výbor pro finanční služby, za 35 bilionů wonů (přibližně 3,3 milionu USD) během 17 let. V únoru 2016 se Hjon zapojil do osvětové kampaně proti týrání zvířat. V rámci projektu zveřejnila Hjonova agentura VAUN Entertainment fotografie, kde pózoval s pátracím a záchranným psem v důchodu jménem „Vision“.
V březnu 2020 bylo odhaleno, že Hjon poskytl tajný dar ve výši 200 milionů wonů neziskové organizaci, Community Chest of Korea, na pomoc v boji proti nákaze COVID-19. Hjon je také členem skupiny „Honor Society“, skupiny významných soukromých dárců. Neustále také podporuje projekty organizací jako Save the Children, Community Chest of Korea a různých mezinárodních humanitárních nevládních organizací.

## Osobní život
Hjon se narodil a vyrostl v Soulu a má dva starší bratry. Jako malý snil, že bude detektivem. Vystudoval Youngdong High School a poté studoval na Univerzitě Chung-Ang, kde se v roce 2004 specializoval na divadelní studia. V roce 2009 se zapsal na stejné univerzitě, aby získal magisterský titul.
Po uvedení filmu Negotiation a seriálu Láska padá z nebe byl spojován se svou hereckou kolegyní Son Je-čin. Tato informace byla potvrzena na začátku roku 2021 s tím, že se pár dal dohromady až po natáčení seriálu. 31. března 2022 se pár nechal oddat v rámci menšího soukromého obřadu. 27. listopadu 2022, zhruba měsíc před plánovaným termínem, se jim narodil syn.

## Filmografie
| Rok                       | Název CZ/EN                | Originální název                                             | Role           |
| ------------------------- | -------------------------- | ------------------------------------------------------------ | -------------- |
| 2002                      | Shower                     | 샤워                                                         | Hong-kyu       |
| 2004                      | Spin Kick                  | Dolryeochagi, 돌려차기                                       | Lee Min-gju    |
| 2004                      | Daddy Long Legs            | Kidari ajeossi, 키다리 아저씨                                |                |
| 2006                      | A Millionaire's First Love | Baekmanjangjaui cheot sarang, 백만장자의 첫사랑              | Ae-kyung       |
| 2008                      | I Am Happy                 | Naneun haengbok habnida, 나는 행복합니다                     | Man-soo        |
| 2011                      | Late Autumn                | Man-choo, 만추                                               | Hoon           |
| 2011                      | Come Rain, Come Shine      | Saranghanda, saranghaji anhneunda; 사랑한다, 사랑하지 않는다 | Hwang Ji-seok  |
| 2014                      | The Fatal Encounter        | Yeokrin, 역린                                                | král Jeongjo   |
| 2017                      | Tajná mise v Soulu         | Gongjo, 공조                                                 | Im Cheol-ryung |
| 2017                      | The Swindlers              | Kkoon, 꾼                                                    | Ji-sung        |
| 2018                      | The Negotiation            | Hyeobsang, 협상                                              | Min Tae-gu     |
| 2018                      | Rampant                    | Changgowl, 창궐                                              | Lee Chung      |
|                           | The Point Men              | Gyoseob, 교섭                                                | Dae-sik        |
| Confidential Assignment 2 | Gongjo 2, 공조2:인터네셔날 | Im Cheol-ryung                                               |                |
| Harbin                    | 하얼빈                     |                                                              |                |

| Rok       | Název CZ/EN           | Originální název                                    | Role                        |
| --------- | --------------------- | --------------------------------------------------- | --------------------------- |
| 2003      | Bodyguard             | Bodigadeu, 보디가드                                 | stalker                     |
| 2004      | Nonstop 4             | Nonseutob 4, 논스톱 4                               |                             |
| 2004      | Ireland               | Aillaendeu, 아일랜드                                | Kang Gook                   |
| 2005      | My Lovely Sam Soon    | Nae ireumeun Kim Sam-sun, 내 이름은 김삼순          | Hjon Čin-heon               |
| 2006      | The Snow Queen        | Nunui yeowang, 눈의 여왕                            | Han Tae-woong / Han Duk-guk |
| 2008      | Worlds Within...      | Keudeuli saneun sesang, 그들이 사는 세상            | Jung Ji-oh                  |
| 2009      | Friend, Our Legend    | Chingoo, woorideuleui jeonseol, 친구, 우리들의 전설 | Han Dong-soo                |
| 2010-2011 | Secret Garden         | Sikeurit gadeun, 시크릿 가든                        | Kim Joo-won                 |
| 2015      | Hyde, Jekyll, Me      | Haideu jikil na, 하이드지킬, 나                     | Gu Seo-jin / Robin          |
| 2018-2019 | Vzpomínky na Alhambru | Alhambeura gungjeoneui chuok, 알함브라 궁전의 추억  | Yoo Jin-woo                 |
| 2019-2020 | Láska padá z nebe     | Sarangeui bulsichak, 사랑의 불시착                  | Ri Čong-hjeok               |